# Yen militar japonés
El yen militar (en chino y japonés: 日本軍用手票), fue la moneda emitida para los soldados del Ejército Imperial Japonés y de la Armada Imperial Japonesa como salario. El gobierno japonés comenzó a emitir este tipo de bonos durante la guerra ruso-japonesa en 1904. Su periodo de auge fue durante la Guerra del Pacífico, cuando el gobierno emitió una cantidad excesiva de bonos para todos los territorios ocupados. Durante la guerra, este yen no era la única moneda en circulación, sino que se vio forzado a circular entre las monedas locales. Al no estar respaldado por oro y no tener un lugar específico de emisión, el yen militar no podía cambiarse por yenes japoneses corrientes. Para controlar las economías locales, el gobierno japonés obligó a la población a utilizar el yen militar.

## Emisiones
Las primeras series del yen militar eran réplicas del yen común con algunas modificaciones. Generalmente se imprimieron líneas gruesas en rojo sobre el nombre "Banco de Japón" (日本銀行) para cancelar el nombre y un texto en el que se promete al portador del mismo pagarle en oro o plata. Otro texto en rojo indicaba que la moneda era de uso militar (軍用手票) para no confundirlo con el yen corriente.
A principio de los años 1940, el gobierno japonés emitió unos diseños especiales para el yen militar. Estos no se basaban en el yen corriente, pero también incorporaban elementos comunes como pavos reales o dragones.

## Introducción del yen militar enHong Kong
Tras la rendición del gobierno de Hong Kong a manos de la Armada japonesa el 25 de diciembre de 1941, las autoridades japonesas decretaron que el yen militar sería de curso legal en Hong Kong a partir del 26 de diciembre. También se prohibió el uso del dólar de Hong Kong y se estableció un período para cambiar de dólares a yenes. La tasa de cambio se fijó en 2 dólares por yen, sin embargo, en octubre de 1942 cambió a 4 dólares por yen.
Tras el intercambio de dólares, los japoneses los empleaban para comprar suministros y bienes estratégicos en la zona neutral del puerto de Macao.

## El yen militar tras la Segunda Guerra Mundial
Cuando Japón anunció la rendición incondicional el 15 de agosto de 1945, los billetes de yenes militares fueron incautados por las autoridades militares británicas. Sin embargo, aunque se emitieron algo más de 1,9 billones de yenes, las autoridades militares japonesas destruyeron intencionadamente más de 700 millones. El 6 de septiembre de 1945, el Ministerio de Finanzas japonés anunció que el yen militar era nulo.

## Hechos recientes
El 13 de agosto de 1993, una asociación de Hong Kong demandó al gobierno japonés por la pérdida del dinero de la población de Hong Kong cuando el yen militar se declaró nulo. Un tribunal del distrito de Tokio desestimó la demanda el 17 de junio de 1999, declarando que a pesar de haber reconocido el sufrimiento de la población de Hong Kong por los hechos acontecidos, el Gobierno de Japón no dispone de legislación específica relativa a la emisión de yenes militares. Junto al Reino Unido, Japón se basó en el Tratado de San Francisco para desestimar la demanda.